# Nina Wassiljewna Pelzer
Nina Wassiljewna Pelzer (russisch Нина Васильевна Пельцер, geb. Tschumakowa russisch Чумакова; * 1.jul. / 14. März 1908greg. in Charkiw; † 13. Februar 1994 in St. Petersburg) war eine sowjetische Schauspielerin, Tänzerin und Tanzlehrerin.

## Leben und Leistungen
Pelzer besuchte von 1922 bis 1925 die Ballettschule von Natalja Alexandrowna Dudinskaja in Charkiw, 1926 trat sie in La Fille mal gardée und in der Walpurgisnachtszene in Faust auf. Ihr erstes größeres Engagement hatte Pelzer von 1927 bis 1929 beim Charkiwer Theater für Musikkomödie. Danach wechselte sie ans Musikkomödientheater von Leningrad und wirkte hier bis 1956. Sie erarbeitete sich den Ruf einer sehr originellen Künstlerin mit charakteristischen Ausdrucksformen. Von 1930 bis 1933 besuchte Pelzer außerdem die Waganowa-Ballettakademie, deren Gründerin Agrippina Waganowa zu ihren Lehrerinnen gehörte. Ab 1941 war sie selbst beim Leningrader Musikkomödientheater als Tanzlehrerin aktiv und übte diese Tätigkeit bis 1976 aus. Während der Leningrader Blockade blieb die Darstellerin freiwillig in der eingeschlossenen Stadt und trat dort über 2.000 mal auf.
1968 spielte Pelzer als Statistin in Ein uraltes Märchen ihre einzige Filmrolle. Rund zehn später wirkte sie als Betreuerin für die Tanzszenen in Jan Frids Verfilmung von Die Fledermaus, einer zweiteiligen Fernsehadaption, mit und war 1988 außerdem in der Dokumentation Диалог со сценой (Dialog so szenoi) zu sehen.
Pelzer starb etwa einen Monat vor ihrem 86. Geburtstag und wurde auf dem Bogoslowskoje-Friedhof neben ihrem Ehemann beigesetzt.

## Privates und Ehrungen
Pelzer war mit Nikolai Jakowlewitsch Janet (1893–1978) verheiratet, einem Darsteller, Regisseur und künstlerischen Leiter am Theater, der u. a. Träger des Titels „Volkskünstler der RSFSR“ war.
Sie selbst wurde mit der Medaille „Für die Verteidigung Leningrads“ (1943), dem Orden des Roten Sterns (1945) und dem Orden „Zeichen der Ehre“ sowie dem Titel „Verdiente Künstlerin der RSFSR“ (1957) gewürdigt.

## Bühnenarbeit (Auswahl)
- 1935: Die lustige Witwe
- 1935: Die Fledermaus
- 1940: Die Csárdásfürstin
- 1941: Der Sorotschinsker Jahrmarkt
- 1943: Die Zirkusprinzessin
- 1949: Der Teufelsreiter

## Filmografie
- 1968: Ein uraltes Märchen (Staraja, staraja skaska)
- 1979: Die Fledermaus (Letutschaja mysch) (Fernsehfilm) – als Choreografin
- 1988: Диалог со сценой (Dialog so szenoi) (Dokumentarfilm)